# Eupithecia lecerfiata
Eupithecia lecerfiata är en fjärilsart som beskrevs av Claude Herbulot 1984. Eupithecia lecerfiata ingår i släktet Eupithecia och familjen mätare. Inga underarter finns listade i Catalogue of Life.